# 拉斯克魯塞斯 (洛斯桑托斯區)
拉斯克魯塞斯（西班牙語：Las Cruces），是巴拿馬的城鎮，位於該國中南部，由洛斯桑托斯省的洛斯桑托斯區負責管轄，面積44.5平方公里，海拔高度196米，2010年人口1,201，人口密度每平方公里27人。